# Bernhard II. (Sachsen-Lauenburg)

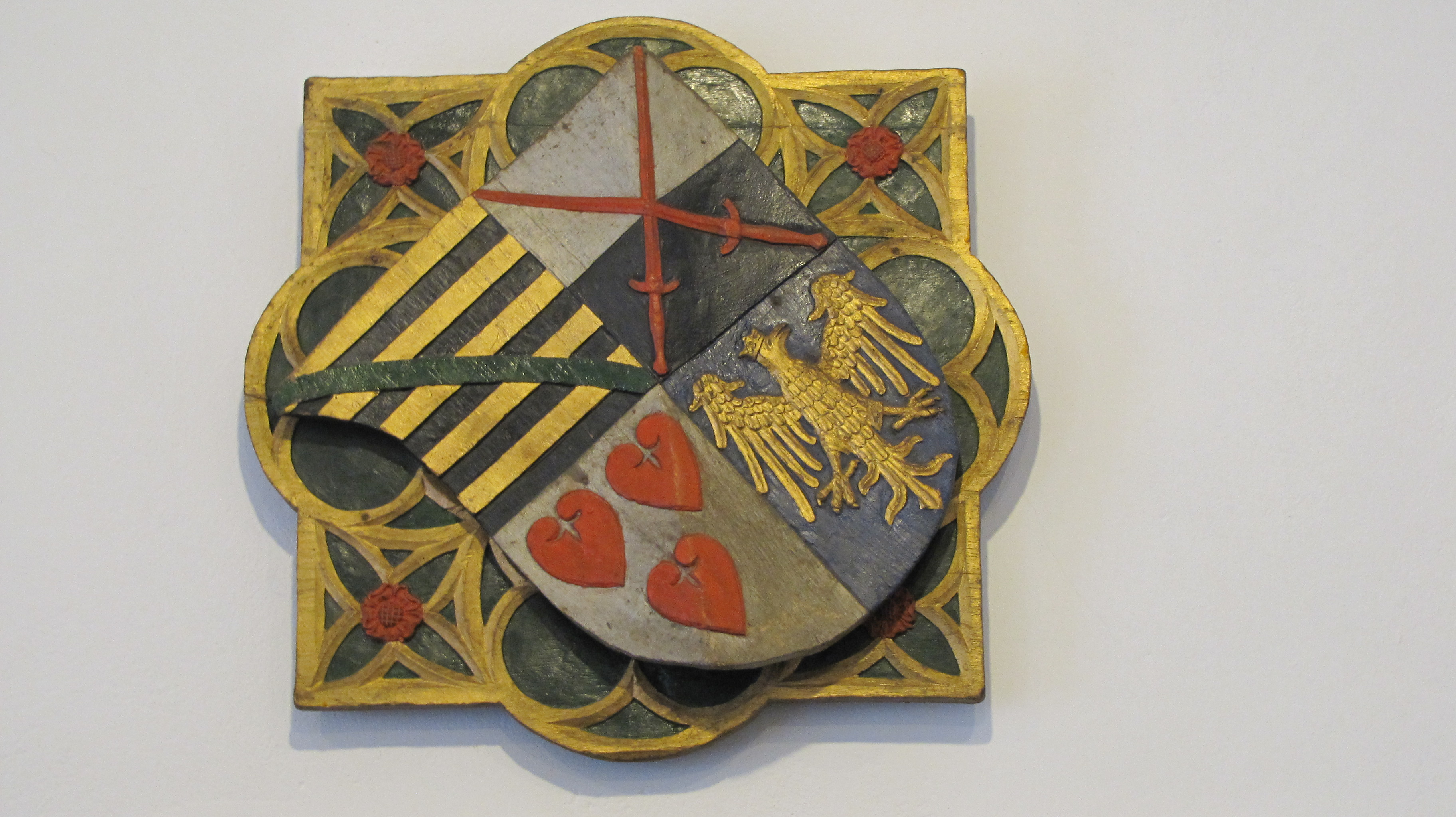
Wappen Herzog Bernhards II., früher im Ratzeburger Dom, heute im Kreismuseum Ratzeburg

Bernhard II. von Sachsen-Lauenburg († 16. Juli 1463) war ein Herzog von Sachsen-Lauenburg aus dem Geschlecht der Askanier.

## Leben
Bernhard war ein Sohn des Herzogs Erich IV. von Sachsen-Lauenburg (1354–1412) aus dessen Ehe mit Sophia († 1416), Tochter des Herzogs Magnus II. von Braunschweig-Lüneburg. Er folgte seinem Bruder Erich V. 1436 als Herzog von Sachsen-Lauenburg. Sein anderer Bruder, Albrecht von Sachsen-Lauenburg (1384–1421), war münsterscher Domherr.
Bernhard nahm den Titel eines Erzmarschalls des Heiligen Römischen Reiches an.
Auf seinem Totenbett belehrte er seinen Sohn, die Straßen sauber und die Städte in Frieden zu halten, da diese ihm überlegen seien.

## Nachkommen
Bernhard heiratete am 2. Februar 1429 Adelheid († nach 1445), Tochter des Herzogs Bogislaw VIII. von Pommern, mit der er folgende Kinder hatte:
- Johann IV. (1439–1507), Herzog von Sachsen-Lauenburg

⚭ 1464 Prinzessin Dorothea von Brandenburg (1446–1519)
- Sophie († 1473)

⚭ Herzog Gerhard VIII. von Jülich und Berg (1416/7–1475)